# تشارلز ستيوارت (ضابط)
تشارلز ستيوارت (بالإنجليزية: Charles Stewart)‏ هو ضابط أمريكي، ولد في 28 يوليو 1778 في فيلادلفيا في الولايات المتحدة، وتوفي في 6 نوفمبر 1869 في بوردينتاون في الولايات المتحدة.